# Hans Wessman

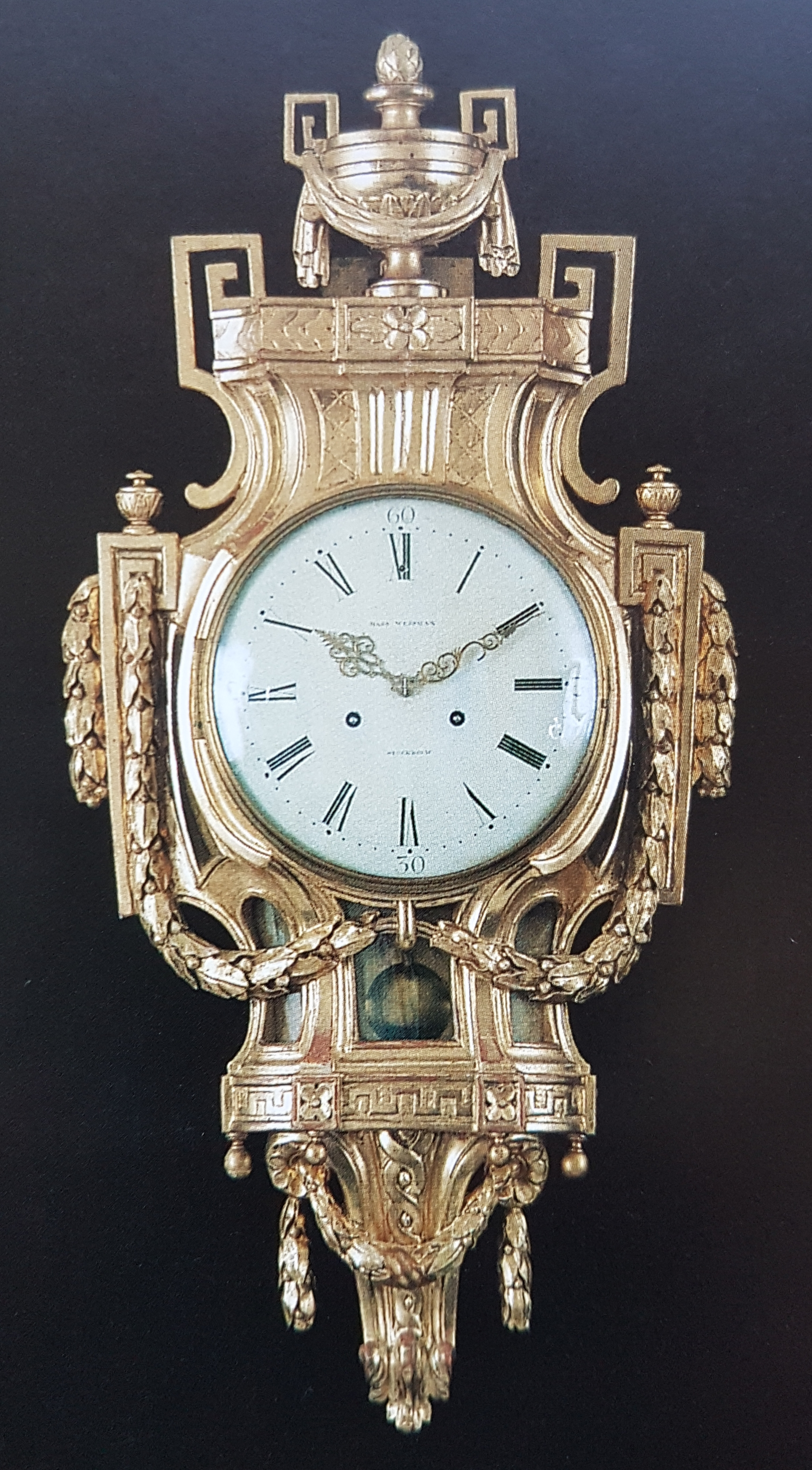
Pendyl tillverkad av H Wessman

Hans Wessman, född 1736, död 22 juni 1805, var en svensk urmakare verksam under 1700-talets senare hälft.
Wessman var troligen gesäll vid Nils Bergs verkstad under 1760-talet. Han omnämns i Hallrättsberättelsen som urmakare 1765 men erhöll burskap som urmakare först 18 oktober 1787. Vid hans verkstad var sex personer sysselsatta 1795. Wessman är representerad vid bland annat Kungliga husgerådskammaren och Nordiska museet.    